# Thập niên 1420
Thập niên 1420 là thập niên diễn ra từ năm 1420 đến 1429.